# Železniško postajališče Marles
Železniško postajališče Marles je eno izmed železniških postajališč v Sloveniji. Nahaja se med mariborskim predmestjem Studenci in Limbušem. Namenjeno je predvsem zaposlenim v bližnji tovarni Marles.